# Ahlen
Ahlen è una città di 52 627 abitanti della Renania Settentrionale-Vestfalia, in Germania.
Appartiene al distretto governativo (Regierungbezirk) di Münster, ed al circondario (Kreis) di Warendorf (targa WAF).
Ahlen si fregia del titolo di "Media città di circondario" (Mittlere kreisangehörige Stadt).

## Sport
Il Rot-Weiß Ahlen è società calcistica cittadina principale; attualmente milita in Oberliga, la quinta divisione del calcio tedesco